# Герб Соснового
Герб Соснового — офіційний символ селища міського типу Соснове. Затверджений 30 січня 1998 року селищною радою. Герб є напівпромовистим.

## Опис (блазон)
Щит розтятий на зелене та золоте поля з золото-чорною сосновою шишкою і перетятий ламано вгорі на перемінні поля.

## Зміст
Знаки розкривають найменування селища, а поділ щита на два поля вказує на багатство лісовими ресурсами та на лісообробну промисловість.

## Автори
Автори — А. Б. Гречило та Ю. П. Терлецький.